# Новости и Биржевая газета
Новости и Биржевая газета — ежедневное общественно-политическое издание — газета.
Образовалась на основе слияния двух газет «Новости» и «Биржевая газета».
Выходила в Петербурге с 1 июля 1880 по 1906.
Начиная с № 87 1883 года выходила в 2 изданиях (большого и малого формата).
Редактор — Осип Константинович Нотович
Постоянные отделы:
- Последние известия,
- Русская печать,
- Внутренняя почта,
- Биржевой отдел,
- С.-Петербургская биржа,
- Придворные известия,
- Театр и музыка,
- Спорт.

Газета являлась органом крупных промышленников, добивалась более широких возможностей для развития частной предпринимательской инициативы, отстаивала необходимость конституционного переустройства России.
С газетой сотрудничали писатели:
Николай Семёнович Лесков,
Дмитрий Наркисович Мамин-Сибиряк,
Даниил Лукич Мордовцев и другие.